# Кринички (Дніпровський район)
Кринички́ — село в Україні, у Новопокровській селищній громаді Дніпровського району Дніпропетровської області. Населення — 241 мешканець.

## Географія
Село Кринички знаходиться на правому березі річки Комишувата Сура, вище за течією на відстані 1,5 км розташоване село Новоандріївка, нижче за течією примикає село Вільне. По селу протікає висихний струмок з загатою.

## Населення

### Мова
Розподіл населення за рідною мовою за даними перепису 2001 року:
| Мова                | Відсоток |
| ------------------- | -------- |
| українська          | 98,8 %   |
| інші/не визначилися | 1,2 %    |

## Люди
Уродженцем села є І. І. Мінц — доктор історичних наук, академік АН СРСР, лауреат Державної премії СРСР (1943, 1946 pp.) Та Ленінської премії (1974 р.), Герой Соціалістичної Праці.

## Інтернет-посилання
- Погода в селі Кринички [Архівовано 7 червня 2016 у Wayback Machine.]

1. ↑  Рідні мови в об'єднаних територіальних громадах України — Український центр суспільних даних